# Andrea Ge
Andrea Ge (Milano, 30 novembre 1966) è un batterista italiano.

## Biografia
Andrea Ge nasce a Milano nel 1966 e, dopo avere suonato in diversi gruppi del "giro" milanese, nel 1984 entra a far parte degli Sharks, con i quali incide due album, partecipando al Festival di Sanremo 1989 con il brano Tentazioni, scritto, tra gli altri, da Vasco Rossi. Dopo lo scioglimento degli Sharks, ed il conseguimento del diploma in batteria alla NAMM (Nuova Accademia Musica Moderna) di Milano sotto la guida di Tullio De Piscopo nel 1992, milita nei lineup di svariati gruppi e artisti quali Vasco Rossi, Enrico Ruggeri, Clara Moroni, Massimo Riva, Sabrina Salerno, Animali Rari ed altri, partecipando alle registrazioni di album, singoli, videoclip ed a programmi TV. Collabora inoltre con artisti e strumentisti italiani ed internazionali quali Maurizio Solieri, Ricky Portera, Claudio Golinelli, Mark Harris, Paul Shortino, Andrea Braido, Robin McAuley, Glenn Hughes, Stef Burns, Jeff Richman, Xantonè Blacq ed altri.
Nel 1998 inizia ad insegnare alla scuola Pickaboo di Milano ed alla Dimensione Musica di Bologna e, nel periodo tra il 2000 ed il 2005 è drummer negli Exilia, con i quali si esibisce dal vivo come supporter di gruppi e artisti come Rollins Band, Tricky, The Cardigans, Guano Apes, Therapy?, Paradise Lost e Rammstein, affiancando l'attività musicale a quella di insegnamento, in diverse strutture e scuole di musica. Attualmente insegna alla Music Academy 2000 (MA Europe) di Bologna
Lasciati gli Exilia nel 2005, entra nei Folder (gruppo musicale italiano), registrando un album in veste di coautore. Segue la  partecipazione alle sessioni di registrazione del nuovo album di Gerardina Trovato e la collaborazione con Simone Tomassini dal 2006 al 2013, ottenendo nel 2012, sotto la supervisione del Maestro Franco Rossi, l'abilitazione come docente al dipartimento di batteria dell’Accademia Musica Moderna di Milano. Dal 2006 fa parte del progetto Queenmania (European Tribute Band dei Queen), tenendo centinaia di concerti in tutta Europa, e, nel 2012 ha dato vita insieme a Mattia Bigi agli ZZ Locos, tribute band italiana degli ZZ Top. e, dal 2012, insegna presso la F.O.H. (Front Of House) di Bologna.

## Discografia

### Album
Sharks
- 1988 - Notti Di Fuoco

Exilia
- 2004 - Unleashed

#### Partecipazioni
- 1995 - Sabrina Salerno, Maschio dove sei
- 1995 - Massimo Riva, Sangue nervoso
- 1997 - Valeo, Nuoce gravemente alla salute
- 1999 - Fandango Band, Lonely Guests Under This Sky
- 2001 - Roberto Priori, Avoid Yamed Flight
- 2001 - Roberto Priori, Roberto Priori
- 2001 - Max Magagni, Twister
- 2005 - Folder, Right Things
- 2006 - Simone, Sesso gioia rock'n roll
- 2008 - Luca Anceschi, Luca Anceschi
- 2010 - Clara Moroni, Bambina Brava
- 2011 - Simone Tommasini, Simone Tommasini

### Singoli
Sharks
- 1988 - Il Mio Rock'n' Roll
- 1989 - Tentazioni

Exilia
- 2003 - Underdog
- 2003 - Stop Playin' God
- 2005 - Can't Break Me Down
- 2005 - Coincidence

#### Partecipazioni
- 1998 - Irene Lamedica, Portami Fuori Dal Tempo
- 2001 - Max Magagni, The Way U Look At Me
- 2006 - Gerardina Trovato, Un'Altra Estate
- 2010 - Michel Orlando, Ho Capito Che
- 2010 - Clara Moroni, Womanizer
- 2010 - Simone Tommasini, Ho Scritto Una Canzone
- 2013 - Simone Tommasini, La Ferrari È Lei

### Compilation
- 1994 - Massimo Riva, Elena No, in Fatti & Rifatti
- 2001 - Max Magagni, 5 A.M., in Italy Plays Fender
- 2001 - Silvia Dainese, Cartone Animato, in XII edizione Premio Città Recanati
- 2004 - Exilia, I Guess You Know, in Crossing All Over
- 2005 - Simone Tommasini, Anna, in 29 settembre 2005, Grazie Lucio
- 2009 - Enrico Ruggeri, All in
- 2010 - Queenmania, Somebody to Love, in Hitmania Champions

### Album video
- 2005 - Simone Tomassini, Live 20 Ottobre 2005 Alcatraz
- 2007 - Queenmania - Early Days
- 2009 - Queenmania - Live @ Saschall

## Pubblicazioni
- History and Technique of Afro & American Style, Carisch (2010)[3]